# Braxton megye
Braxton megye az Amerikai Egyesült Államokban, azon belül Nyugat-Virginia államban található. Megyeszékhelye és legnagyobb városa Sutton. Lakosainak száma 12 447 fő (2020. április 1.). Braxton megye Lewis, Nicholas, Clay, Webster, Gilmer és Calhoun megyékkel határos.

## Népesség
A megye népességének változása:
| Lakosok száma | 14 527 | 14 569 | 14 511 | 14 502 | 14 415 | 12 447 |
|               | 2010   | 2011   | 2012   | 2013   | 2015   | 2020   |